# Литвиновка (Тверская область)
Литвиновка — деревня в Краснохолмском районе Тверской области России. Входит в состав Глебенского сельского поселения.

## История
В 1966 г. указом президиума ВС РСФСР деревня Кобелево переименована в Литвиновка.

## Население
| 2010 |
| ---- |
| 12   |